# Test Saxona
Test Saxona – badanie, w którym ocenia się ilość wydzielanej śliny. 
Pacjent otrzymuje do żucia kompres złożony z czterech warstw gazy o wymiarach 5 × 5 cm. Po dwóch minutach kompres jest ważony. Przy prawidłowym wydzielaniu śliny masa gazy powinna się zwiększyć o co najmniej 2,75 grama.
Test Saxona wykonuje się w sjalopenii, zespole Sjögrena i innych stanach sugerujących zaburzenia wydzielania śliny.